# Hulst
'Hulst este o comună și o localitate în provincia Zeelanda, Țările de Jos.

## Localități componente
Hulst, Kloosterzande, Sint Jansteen, Clinge, Vogelwaarde, Heikant, Nieuw-Namen, Graauw, Hengstdijk, Lamswaarde, Terhole, Walsoorden, Kapellebrug, Ossenisse, Kuitaart.